# Пирне
Пи́рне (болг. Пирне) — село в Бургаській області Болгарії. Входить до складу громади Айтос.

## Населення
За даними перепису населення 2011 року у селі проживали 622 особи.
Національний склад населення села:
| Національність   | Кількість осіб | Відсоток |
| ---------------- | -------------- | -------- |
| болгари          | 480            | 79,9%    |
| цигани           | 104            | 17,3%    |
| турки            | 13             | 2,2%     |
| Всього відповіли | 601            |          |

Розподіл населення за віком у 2011 році:
Динаміка населення: